# 長広郡
長広郡（長廣郡、ちょうこう-ぐん）は、中国にかつて存在した郡。晋代から隋初にかけて、現在の山東省青島市および煙台市にまたがる地域に設置された。

## 概要
277年（咸寧3年）、斉郡東部を分割して、長広郡が立てられた。郡治は長広県に置かれた。晋の長広郡は青州に属し、不其・長広・挺の3県を管轄した。
南朝宋のとき、長広郡は不其・長広・昌陽・挺の4県を管轄した。
北魏のとき、長広郡は昌陽・長広・不其・挺・即墨・当利の6県を管轄した。
583年（開皇3年）、隋が郡制を廃すると、長広郡は廃止されて、光州に編入された。